# Ferris (Illinois)
Ferris – wieś w stanie Illinois w hrabstwie Hancock w Stanach Zjednoczonych.